# Jedem das Seine
Jedem das Seine (немецкое произношение: [ˈjeːdm̩ das ˈzaɪ̯nə]) — дословный немецкий перевод латинской фразы suum cuique, базовое юридическое понятие, означающее «каждому своё» или «каждому то, чего он заслуживает».

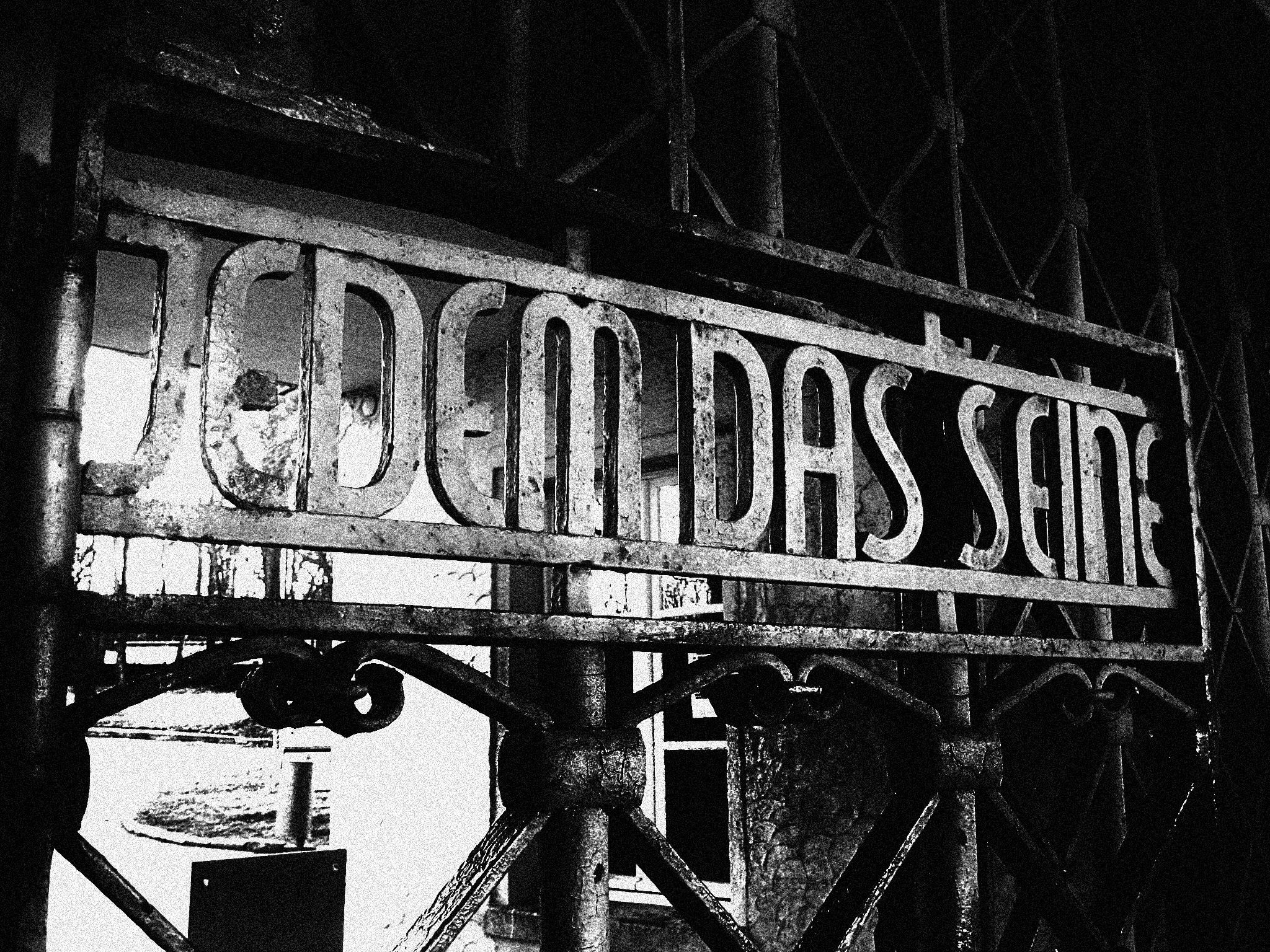
Главные ворота бухенвальдского концлагеря с девизом «Каждому своё»

Во время Второй мировой войны эта фраза цинично использовалась нацистами как девиз, изображённый над входом в концентрационный лагерь «Бухенвальд» и обращённый лицевой стороной внутрь к заключённым. Поэтому в современной Германии её употребление часто вызывает ассоциированную с насилием неприязнь, вплоть до критики и запретов к употреблению, например, в рекламе.

## История
Jedem das Seine несколько столетий употреблялось как идиоматическое чисто немецкое выражение. Например, его можно встретить в работах Мартина Лютера и его современников.
Его можно увидеть в названии кантаты Иоганна Себастьяна Баха, Nur jedem das Seine (BWV 163), впервые исполненной в Веймаре в 1715 году.
Помимо этого, данная фраза встречается в названиях некоторых комедий девятнадцатого века, в частности, у Иоганна Фридриха Рохлица и Каролины Бернштейн.
Чем-то похоже на «Всё происходит так, как должно», как писали Лейбниц, Гегель и Скроп.
Ироническая переделка поговорки в виде jedem das Seine, mir das Meiste («каждому своё, мне больше всего») уже долгое время известна среди немецких идиом, включая её использование в пьесе Карла Цукмайера 1931 года «Капитан из Кёпеника».
В 1937 году нацисты построили в 7 км от Веймара концентрационный лагерь Бухенвальд. Девиз Jedem das Seine размещался на воротах главного входа. Ворота были спроектированы Францем Эрлихом, бывшим учеником художественной школы Баухауса, который был заключён в этот же лагерь за свои коммунистические взгляды.

## Споры и разногласия
Некоторые современные рекламные кампании на немецком языке, включая рекламу Nokia, сеть продуктовых магазинов Rewe Group, а также Burger King и Merkur Bank, навлекли на себя критику после использования фраз Jedem das Seine и Jedem den Seinen.
Рекламная кампания ExxonMobil в январе 2009 года продвигала кофейные напитки Tchibo в магазинах компании Esso под девизом Jedem den Seinen!. Реклама была запрещена к показу после протеста Центрального совета евреев в Германии, а представитель компании заявил, что её рекламный подрядчик не знал о связи этой фразы с нацизмом.
В марте 2009 года группа студентов совместно с Христианско-демократическим союзом хотела использовать лозунг для образовательной кампании в Северном Рейне-Вестфалии (Германия), однако позже отозвала его из-за общественного недовольства.
В мае 2018 года сеть розничных магазинов одежды Peek &amp; Cloppenburg запустила рекламную кампанию со слоганом и после шквальной критики отстояла право на его публичное употребление.